# This Used to Be My Playground
"This Used to Be My Playground" är titellåten till filmen Tjejligan, och sjungs av Madonna. Det finns fem kända versioner av låten:
Single Version, Edit, Long Version, Instrumental och Movie Version. Den sista versionen spelas bara i slutet av filmen och förekommer inte på någon singel eller album alls.

## Listplaceringar
| Lista (1992)  | Topplacering |
| ------------- | ------------ |
| Australien    | 4            |
| Frankrike     | 7            |
| Nederländerna | 7            |
| Norge         | 3            |
| Nya Zeeland   | 14           |
| Schweiz       | 6            |
| Sverige       | 1            |
| Österrike     | 11           |